# Selenocephalus
Selenocephalus är ett släkte av insekter. Selenocephalus ingår i familjen dvärgstritar.

## Dottertaxa tillSelenocephalus, i alfabetisk ordning[1]
- Selenocephalus abbreviatus
- Selenocephalus aegyptiacus
- Selenocephalus amasycus
- Selenocephalus anatolicus
- Selenocephalus ankarae
- Selenocephalus armeniacus
- Selenocephalus asir
- Selenocephalus bytinskii
- Selenocephalus conspersus
- Selenocephalus dareicus
- Selenocephalus deserticola
- Selenocephalus dlabolae
- Selenocephalus flavicosta
- Selenocephalus hafezicus
- Selenocephalus harterti
- Selenocephalus horaki
- Selenocephalus invaria
- Selenocephalus irroratus
- Selenocephalus kalalae
- Selenocephalus kyrosicus
- Selenocephalus mauretanicus
- Selenocephalus micans
- Selenocephalus moreanus
- Selenocephalus nervosus
- Selenocephalus nizamicus
- Selenocephalus obesiusculus
- Selenocephalus pallidus
- Selenocephalus plana
- Selenocephalus planus
- Selenocephalus rossicus
- Selenocephalus sacarraoi
- Selenocephalus sirvadi
- Selenocephalus stenopterus
- Selenocephalus tapan
- Selenocephalus uvarovi
- Selenocephalus wagneri
- Selenocephalus vittatipes
- Selenocephalus zagrosicus